# ألكسندرا (مغنية)
ألكسندرا (بالألمانية: Alexandra)‏ هي ملحنة ومغنية ألمانية، ولدت في 19 مايو 1942 في Šilutė ‏ في ليتوانيا، وتوفيت في 31 يوليو 1969 في Tellingstedt ‏ في ألمانيا بسبب حادث مرور.

## وصلات خارجية
- الموقع الرسمي
- ألكسندرا على موقع IMDb (الإنجليزية)
- ألكسندرا على موقع ميوزك برينز (الإنجليزية)
- ألكسندرا على موقع ديسكوغز (الإنجليزية)
- ألكسندرا على موقع قاعدة بيانات الفيلم (الإنجليزية)